# Valle del Vajont
La Valle del Vajont (pronuncia: /vaˈjɔnt/) è una valle alpina, posta tra Veneto (provincia di Belluno) e del Friuli-Venezia Giulia (provincia di Pordenone), che separa dal punto di vista orografico le Prealpi Carniche (Dolomiti Friulane) a nord dalle Prealpi Bellunesi (Catena Cavallo-Visentin) a sud, con i rilievi principali rappresentati dal monte Toc e dal monte Salta. Percorsa dal torrente Vajont, che confluisce nel Piave in prossimità di Longarone, il Passo di sant'Osvaldo la divide ad est dalla vicina Val Cimoliana, mentre parte del territorio rientra nel Parco naturale delle Dolomiti Friulane. Valle laterale della valle del Vajont è la Val Zemola, che diparte verso nord-est dal paese di Erto.

## Storia
La valle è tristemente nota per essere stata teatro del noto disastro industriale nel 1963, in cui una colossale frana si staccò dai pendii del soprastante Monte Toc per giungere a valle facendo tracimare il neo-invaso artificiale, costruito per esigenze idroelettriche.

## Geomorfologia

### Formazione

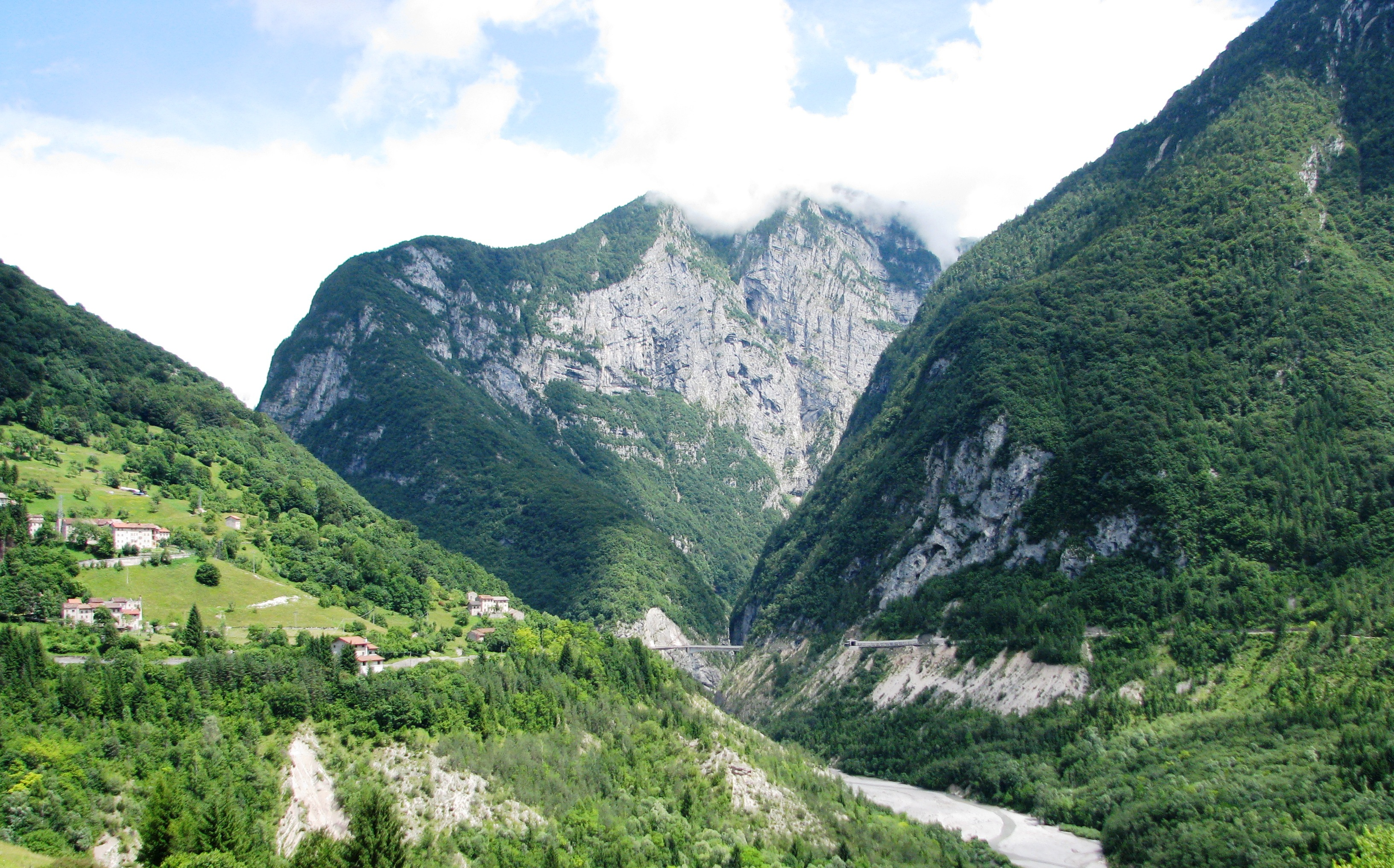
Il torrente Vajont in prossimità di San Martino

Circa 165 milioni di anni fa, la Valle del Vajont e l'area del monte Toc erano parte di un'ampia scarpata sottomarina che congiungeva un'area di profondità modesta con una zona più profonda (tra i 700 e i 1000 m). Le frane, divenute sempre più frequenti, aggregarono i materiali in formazioni di rocce calcaree omogenee e in strati alterni di argille e calcari. Durante i fenomeni franosi le argille agirono come lubrificanti, agevolando lo scivolamento dei detriti.

### Sollevamento delle rocce
A partire da 30 milioni di anni fa si verifica un piegamento delle concrezioni calcaree e degli strati alternati di calcari e argille, che vengono fratturati e, successivamente, sollevati, in concomitanza con la formazione della catena alpina. La superficie di distacco, già teatro della frana, corrisponde con delle superfici di stato, inclinate di circa 55° che, percorrendo il fondovalle, raggiungono la cima del monte Toc.

### Erosione
Nel corso degli ultimi due milioni di anni gli agenti atmosferici e l'azione dei ghiacciai hanno plasmato i versanti della valle del Vajont. Tra il 1957 e il 1963, la costruzione della diga del Vajont e la creazione dell'omonimo bacino artificiale hanno apportato notevoli mutamenti alla morfologia del territorio: i prati, le gole e le aree coltivate, presenti sugli irti pendii della valle, vennero sommersi sotto circa 150 milioni di metri cubi d'acqua. A causa della frana del monte Toc (270 milioni di metri cubi), un tratto della valle si tramutò in un colle.

## Galleria d'immagini

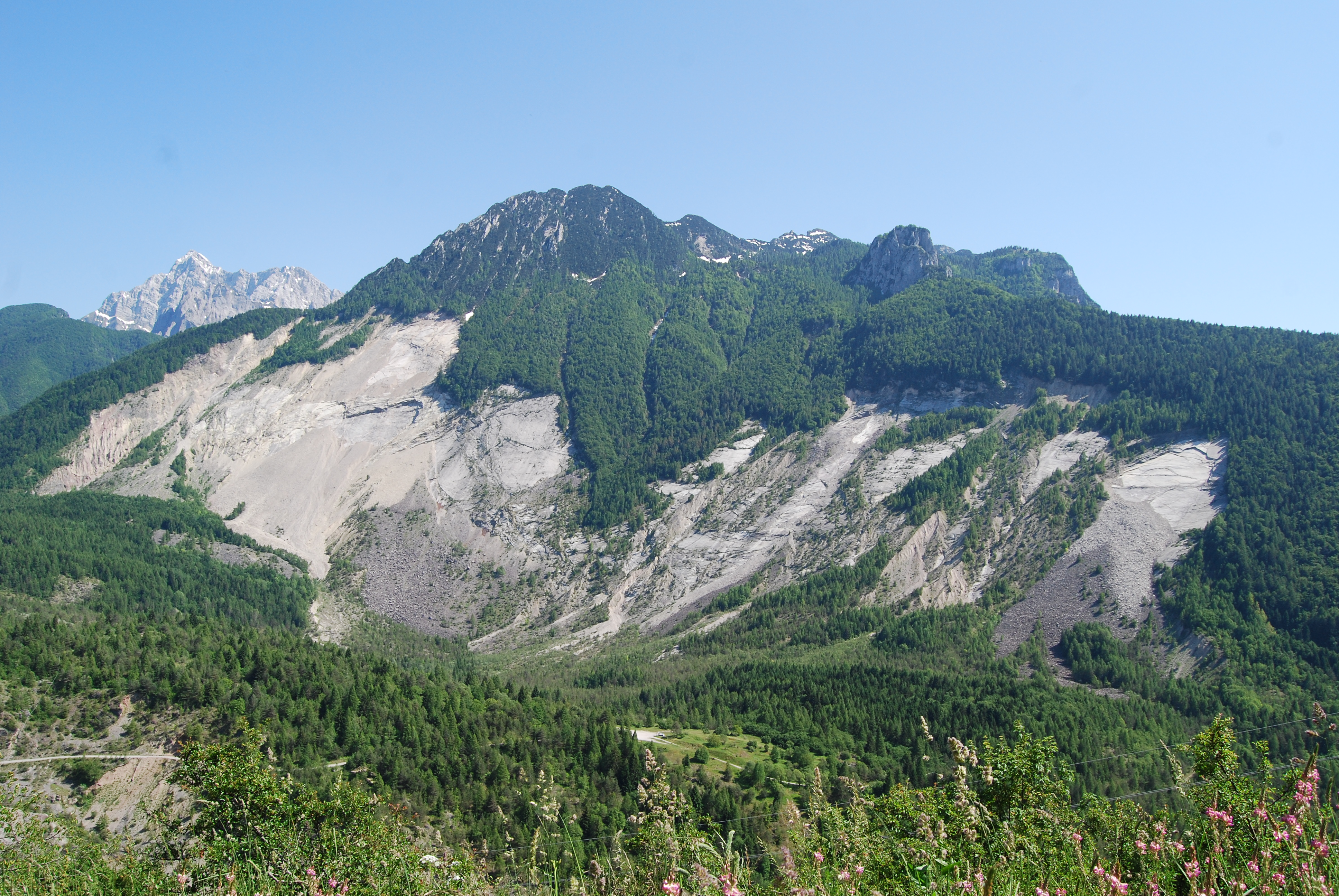
La frana del monte Toc, vista dal paese di Casso
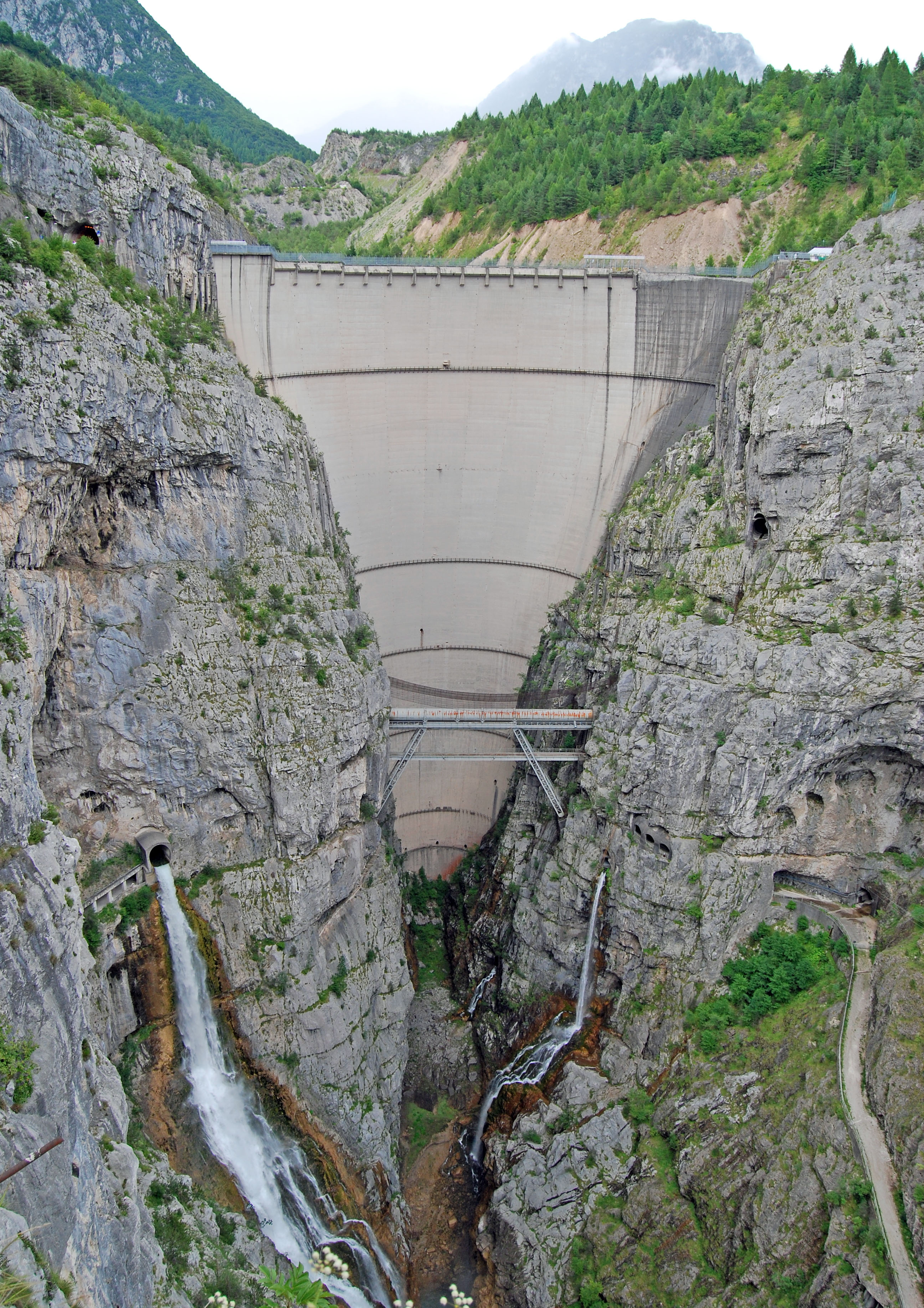
Diga del Vajont
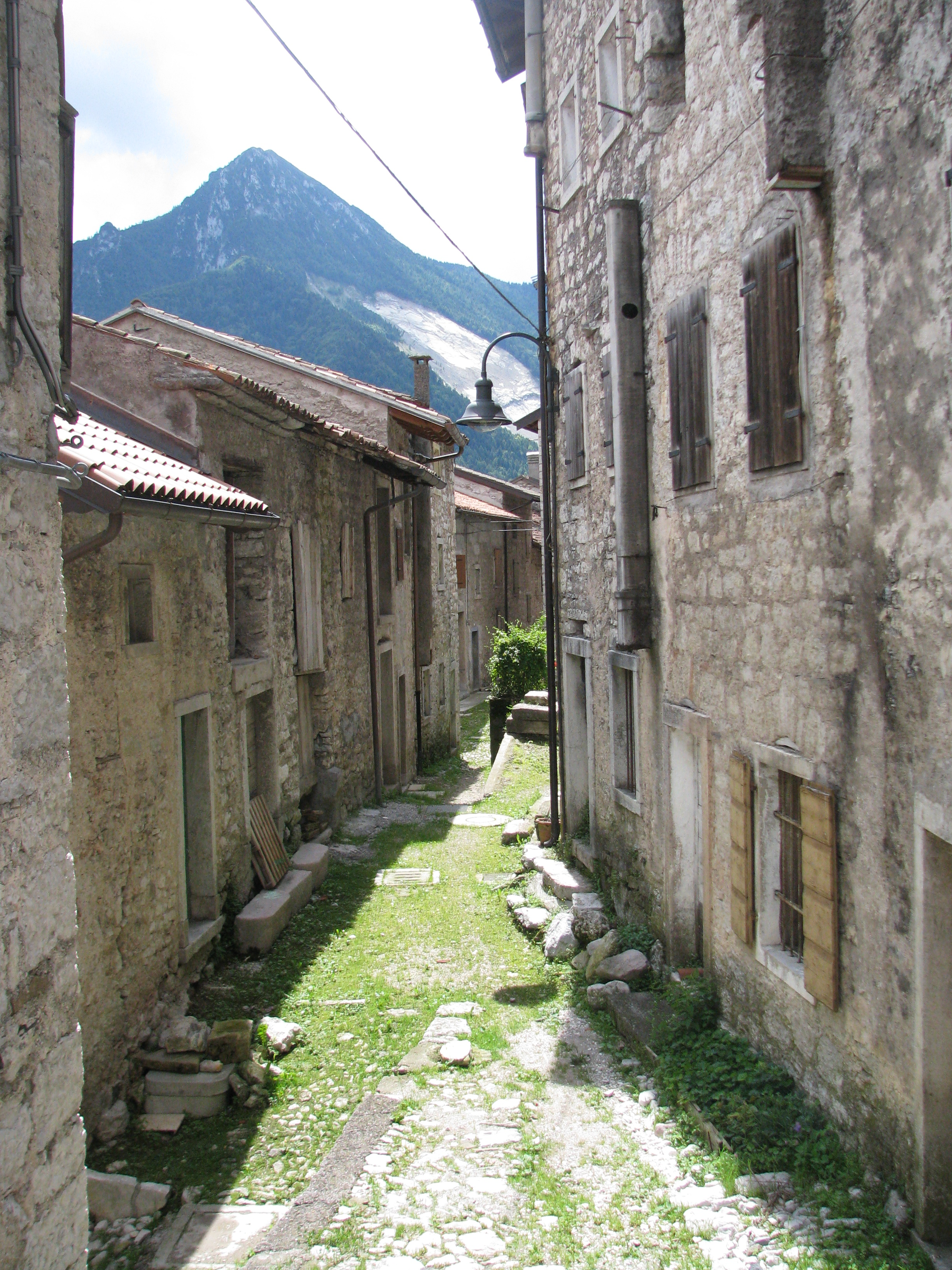
Uno scorcio del paese di Erto
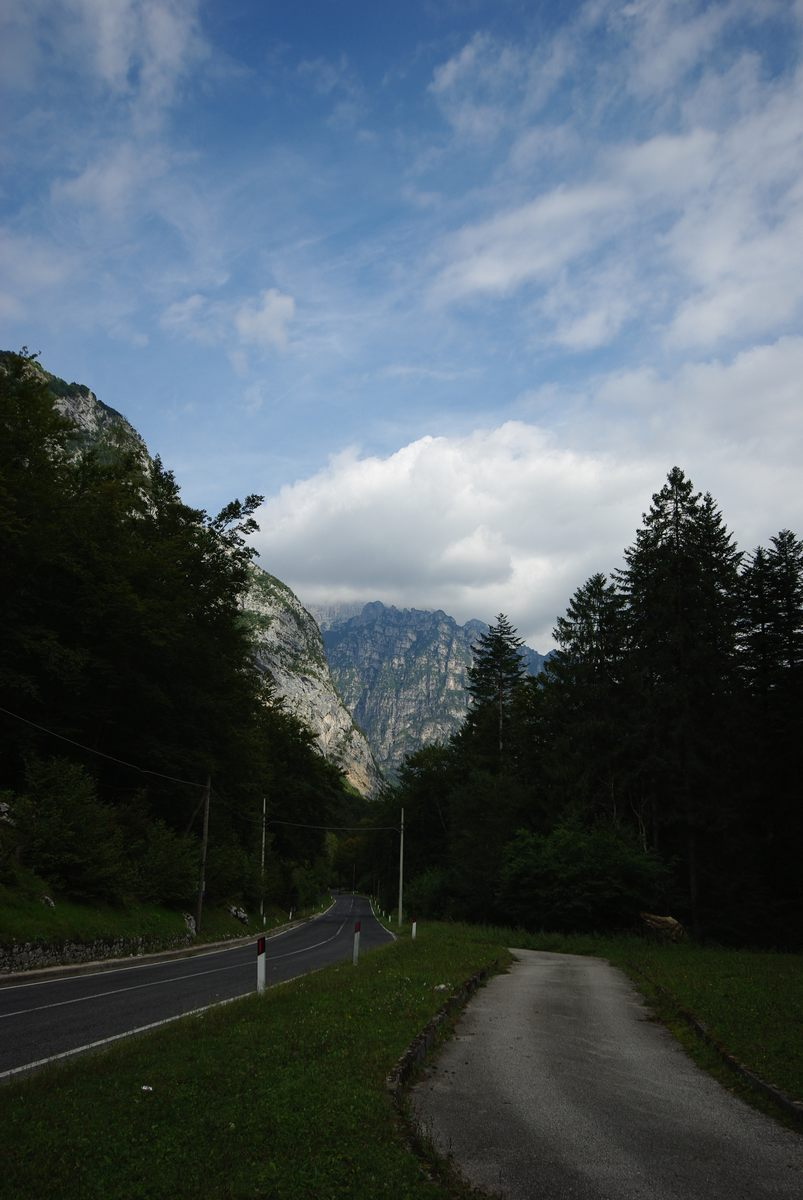
Passo di Sant'Osvaldo